# Lac Tarawera
Pour l’article homonyme, voir Mont Tarawera.
Le lac Tarawera est un lac de l'Île du Nord de la Nouvelle-Zélande, situé à Rotorua.
C'est le plus étendu des lacs volcaniques qui entourent le mont Tarawera, dans la zone volcanique de Taupo.